# Скуле Бордссон
Скуле Бордссон (ок. 1189 — 24 мая 1240) — норвежский ярл, претендент на королевский престол в 1239—1240 годах. Сын Борда Гуттормссона (ум. 1194) и Рагнфрид Эрлингсдоттер, единокровный брат норвежского короля Инге II Бордссона (1204—1217).

## Биография
В правление своего единокровного брата Инге II Скуле Бордссон пользовался большой властью и влиянием при королевском дворе.
В 1217 году после смерти бездетного короля Инге II Скуле претендовал на королевский трон, на который был избран Хакон IV Хоконссон (1217—1263), внук Сверрира Сигурдссона. В начале правления Хакона Скуле Бордссон получил титул ярла и стал фактическим правителем государства. Скуле Бордссон получил во владение третью часть Норвегии и избрал своей резиденцией Нидарос.
В 1225 году Маргрете, единственная дочь Скуле, была выдана отцом замуж за молодого норвежского короля Хакона IV. Однако после достижения совершеннолетия Хакон стал стремиться править самостоятельно, и его отношения с могущественным ярлом стали ухудшаться. В 1227 году вторая дочь Скуле Ингрид стала женой ярла Кнута Хоконссона, претендента на норвежский престол. В 1237 году получил титул первого герцога в Норвегии.
В 1239 году конфликт между Хаконом и Скуле перерос в войну. В том же году на эйратинге в Тронхейме Скуле был провозглашен конунгом Норвегии. Он разбил Хакона в битве близ Локи, но затем потерпел поражение во втором сражении при Осло. В мае 1240 года Скуле был окончательно разбит. Он укрылся в монастыре Эльгесетер в Тронхейме, но Хокон сжёг монастырь и убил Скуле Бордссона.
Со смертью Скуле завершилась эпоха гражданских войн в Норвегии (1130—1240).
Скуле стал героем «Саги о Хаконе Старом», составленной Стурлой Тордарсоном.

## Семья
Был женат на Рагнфрид Йонсдоттер, от брака с которой имел трех дочерей:
- Маргрете (1208—1270), жена с 1225 года короля Норвегии Хокона IV Хоконссона
- Ингрид (ум. 1232), жена с 1227 года ярла Кнута Хоконссона (1208—1261)
- Рагнфрид (ум. 1247)